# Ário Dídimo

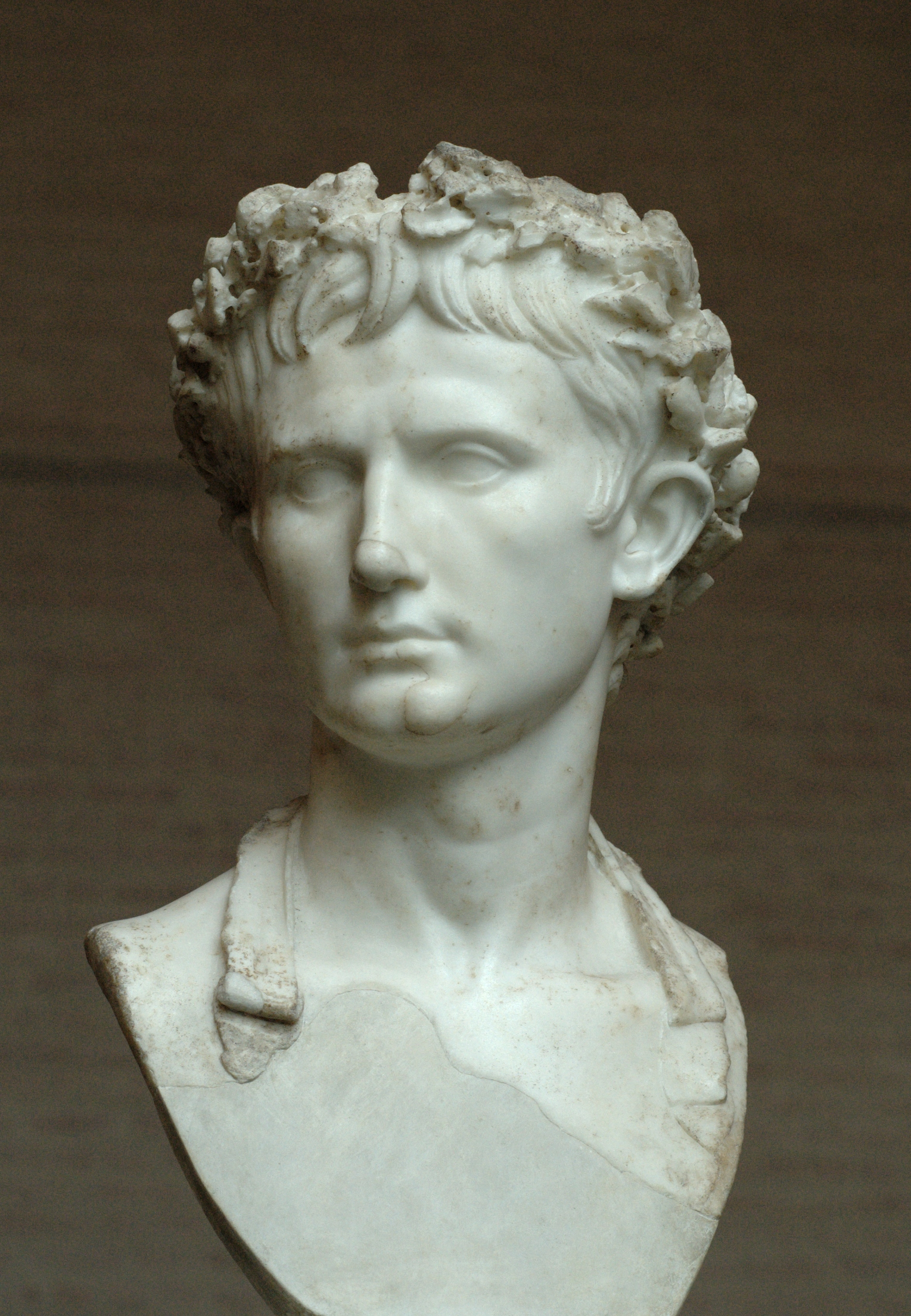
Augusto com a coroa cívica,
na. Gliptoteca de Munique

Ário Dídimo ou Arieu Dídimo (em grego: Ἄρειος Διδύμος; romaniz.: Arieus Didymos; fl. século I a.C.) de Alexandria, foi um filósofo estoico e professor de Augusto (r. 27 a.C.–14 d.C.). Fragmentos de seus manuais sumarizando as doutrinas estoicas e peripatéticas estão preservados nas obras de Estobeu e Eusébio de Cesareia.

## Vida
Ário foi um cidadão de Alexandria. Augusto estimou-o tanto que após a conquista de Alexandria, declarou que pouparia a cidade principalmente por amor a Ário. De acordo com Plutarco, Ário aconselhou Augusto a executar Cesarião, o filho de Cleópatra (r. 51–30 a.C.) com Júlio César, com as palavras ouk agathon polukaisarie ("não é bom ter muitos Césares"), um trocadilho com uma linha em Homero.
Ário bem como seus dois filhos, Dionísio e Nicanor, teria instruído Augusto na filosofia. Ele é frequentemente citado por Temístio, que diz que Augusto avaliou-o não menos que Agripa. Segundo Quintiliano, parece que Ário também ensinou ou escreveu sobre retórica. Ele é presumivelmente o Ário cujo Vida estava entre aqueles ausentes na seção final do livro IV das Vidas de Diógenes Laércio.
Ário Dídimo é geralmente identificado com o Árico cujos trabalhos foram citados longamente por Estobeu, sumarizando a filosofia estoica, peripatética, platônica. Que seu nome completo é Ário Dídimo advém da obra de Eusébio, que cita duas longas passagens de sua visão estoica sobre Deus, a conflagração do Universo e a alma.